# Шампионат Централне Америке и Кариба 1951.
Шампионат Централне Америке и Кариба 1951. (шп. Copa CCCF 1951 енгл. 1951 CCCF Championship) било је пето издање шампионата, фудбалског првенства Централне Америке и Кариба. Турнир је одржан на стадиону Стадион Олимпико у Панама ситију, Панама, од 25. фебруара до 4. марта 1951. године. Већина земаља чланица није учествовала због епидемије полиомијелитиса.

## Земље учеснице

### Стадион
| Панама           |
| ---------------- |
| Стадион Олимпико |
| Капацитет: 7.500 |
|                  |

## Финална табела
| Pos | Тим       | О | П | Н | И | ГД | ГП | ГР  | Бод. |
| --- | --------- | - | - | - | - | -- | -- | --- | ---- |
| 1   | Панама    | 4 | 3 | 1 | 0 | 13 | 3  | +10 | 7    |
| 2   | Костарика | 4 | 2 | 1 | 1 | 13 | 5  | +8  | 5    |
| 3   | Никарагва | 4 | 0 | 0 | 4 | 4  | 22 | −18 | 0    |

| Костарика                                                | 8 : 1 | Никарагва        |
| -------------------------------------------------------- | ----- | ---------------- |
| Хосе Меза 7’, ?’, ?’, ?’ · Еладио Ескивел ?’, ?’, ?’, ?’ |       | Карлос Наваро ?’ |

| Панама                                            | 2 : 0 | Костарика |
| ------------------------------------------------- | ----- | --------- |
| Феликс техада 47’ (пен.) · Луис Карлос Ранхел 77’ |       |           |

| Никарагва | 0 : 4 | Панама                                                        |
| --------- | ----- | ------------------------------------------------------------- |
|           |       | Орацио Ранхел ?’ · Рафаел Арана ?’, ?’ · Луис Карлос Понсе ?’ |

| Костарика          | 1 : 1 | Панама           |
| ------------------ | ----- | ---------------- |
| Едгар Алварадо 85’ |       | Рафаел Арана 75’ |

| Никарагва | 1 : 4 | Костарика                 |
| --------- | ----- | ------------------------- |
| ? ?’      |       | ? ?’ · ? ?’ · ? ?’ · ? ?’ |

| Панама                                                                         | 6 : 2 | Никарагва                              |
| ------------------------------------------------------------------------------ | ----- | -------------------------------------- |
| Рафаел Арана 12’, ?’, ?’ · Луис Карлос Валдес 24’ · Хосе Феликс де Бељо ?’, ?’ |       | Аронтес Аргуељо ?’ · Орацио Кордеро ?’ |

## Достигнућа
| Најбољи играч | Победник шампионата Централне Америке и Кариба 1951. Панама 1° титула | Најбољи стрелац Рафаел Арана (6. голова) |

### Голгетери
Укупно је постигнуто  30 голова у 6 утакмица, с просеком од 5 гола по утакмици.
6 голова
- Рафаел Арана

5 голова
- Непознат

4 гола
- Еладио Ескивел
- Хосе Меза